# Teletoon

## Teletoon
Teletoon - канадський англомовний спеціальний канал, що належить Teletoon Canada, Inc., дочірній компанії Corus Entertainment . Назва каналу є комбінацією слів television (телебачення) та  cartoon (мультфільм). Канал в основному транслює різні мультсеріали, як власного виробництва так і стороннього, та орієнтований на дітей та підлітків. До 2019 року канал також мав програми для молоді та дорослих. 
Teletoon працює у двох часових поясах за розкладом Східного та Тихоокеанського часу.

## Télétoon
Télétoon- французький аналог Teletoon, який транслює більшість шоу зі своєї англомовної версії французькою мовою. Канал було запущено 8 вересня 1997 року. Штаб-квартира Télétoon знаходиться у місті Монреаль канадської провінції Квебек.
Станом на листопад 2013 року доступ до каналу Teletoon та його французькомовну версію Télétoon мають доступ понад 7,3 мільйона канадських домівок. 
Для телеканалів Teletoon та Télétoon використовувались однакові логотипи до 2014 року, коли логотип для французької версії було трохи змінено шляхом заміни літер E на Ē.

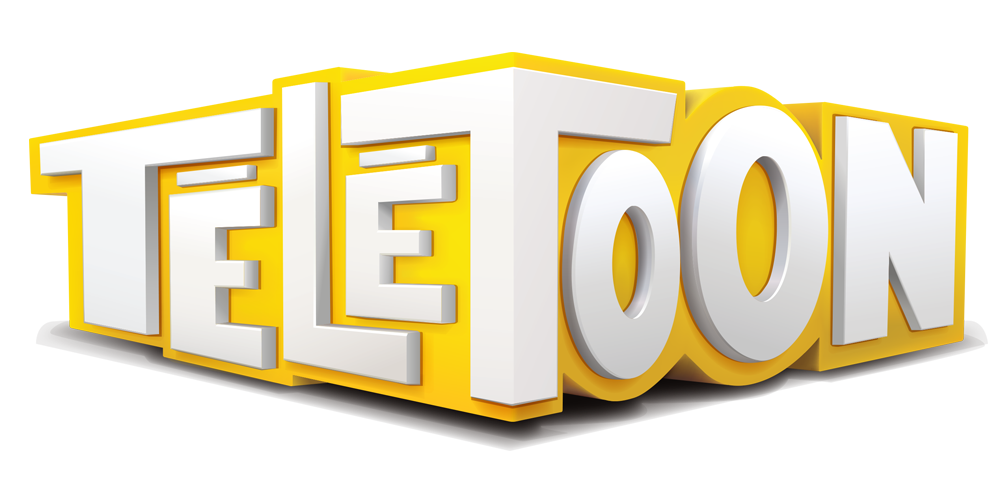
Логотип каналу Teletoon з 2011 року

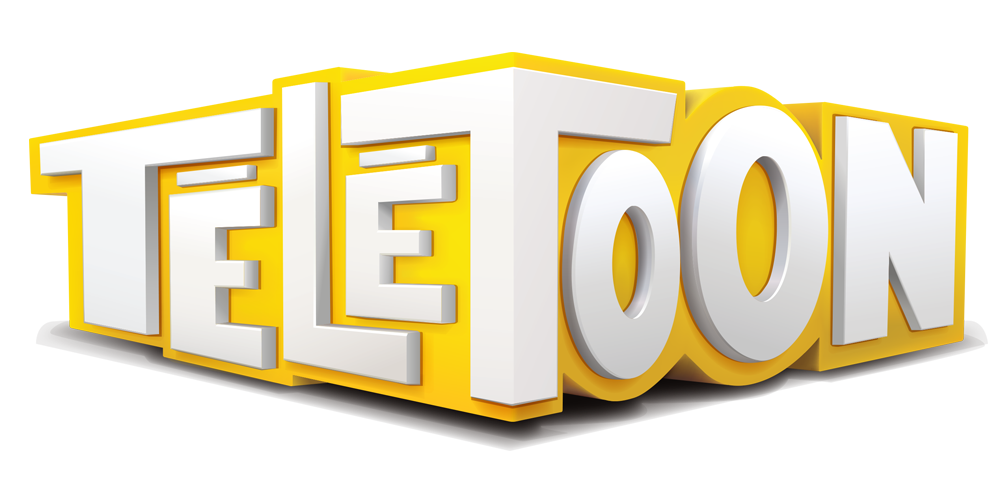
Логотип каналу Télétoon з 2014

## Історія

Логотип каналу з 17 жовтня 1997 року по 4 лютого 2007 року

Логотип каналу з 5 лютого 2007 року по 4 вересня 2011 року

У 1996 році Teletoon отримав ліцензію Канадської комісії з питань радіотелебачення та телекомунікацій (CRTC)   після того, як заявка на канал з назвою "Fun TV", була відхилена.  Канал був запущений 17 жовтня 1997 року  з першого епізоду дитячого мультфільму Кайю . 